# Daniil Yuffa
Daniil Aleksandrovich Yuffa (Tiumén, Rusia; 25 de febrero de 1997), más conocido como Daniil Yuffa, es un gran maestro de ajedrez ruso-español.

## Carrera
Nacido en 1997, Yuffa obtuvo su título de Gran maestro internacional en 2016.
En febrero de 2018, participó en el Abierto de Aeroflot. Terminó en el puesto 41 de 92, con una puntuación de 4½/9 (+2  –2  =5).  En marzo de 2018 compitió en el Campeonato Europeo de Ajedrez Individual. Quedó en decimotercer lugar, con una puntuación de 7½/11 (+5  –1  =5).
En 2019, disputó la Copa del Mundo de Ajedrez, partiendo como cabeza de serie número 106. Yuffa derrotó al cabeza de serie número 23, David Navara en la primera ronda, para derrotar al número 42, Luke McShane, en la segunda ronda. Finalmente, cayó derrotado en tercera ronda frente al número 10, Teimour Radjabov.
En 2021, Yuffa ganó el Festival de Roquetas de Mar con una puntuación de 7,5/9. Por otra parte, desde octubre de ese mismo año, representa a la Federación Española de Ajedrez.
Además, junto con otros 43 ajedrecistas rusos, Yuffa firmó una carta abierta al presidente ruso Vladímir Putin, protestando contra la Invasión rusa de Ucrania mostrando su apoyo a Ucrania.
En 2024, logró vencer en el Campeonato de España de Ajedrez, con 7,5 puntos de 9 posibles, tras haber quedado en segundo lugar en la edición de 2021.